# Evanghelia după Luca
A treia evanghelie canonică (și sinoptică) este considerată, atât de mărturiile antice cât și de critica modernă, opera aceluiași autor care a scris Faptele Apostolilor. Evanghelia după Luca și Faptele Apostolilor trebuie considerate ca o operă unitară sub profil literar și teologic pentru că, într-adevăr, ele sunt inseparabile atât prin continuitatea narativă cât și prin afinitatea lingvistică. Tradiția bisericească îl numește Luca pe autorul celor două cărți. În realitate ea este o scriere pseudonimă, fiind opera unui autor anonim și același lucru se poate spune despre Faptele Apostolilor.

## Autorul Evangheliei
Alți autori care sunt de părere că i se cunoaște autorul (opinie minoritară) subscriu la ideea că a fost publicată anonim. Biblia a fost scrisă preponderent de anonimi.
Evanghelia după Luca nu a fost scrisă de martori direcți la evenimentele relatate, iar ea nici măcar nu susține că ar fi fost scrisă de martori direcți la acele evenimente:
„Ele nu pretind că ar fi fost scrise de martori la viața lui Isus, iar istoricii au recunoscut de mult că ele au fost produse de creștini din a doua sau a treia generație, trăind în alte țări decât Isus (și Iuda), vorbind o limbă diferită (greacă în loc de aramaică), trăind în circumstanțe diferite și adresându-se unui public diferit.”—Bart D. Ehrman, The lost Gospel of Judas Iscariot: a new look at betrayer and betrayed.
Cele mai multe din cercetările critice moderne ajung la concluzia că Luca a folosit Evanghelia după Marcu pentru cronologia sa și sursa Q pentru multe din învățăturile lui Isus. Alți cercetători au menționat posibilitatea ca Evanghelia după Luca să fie bazată pe Evanghelia după Evrei. Evanghelia după Luca ar putea de asemenea fi bazată pe documente scrise independente (sursa L). Cercetătorii creștini tradiționali au datat evanghelia la începutul anilor 60, în timp ce critica superioară (metoda critico-istorică) o datează în decadele ulterioare ale secolului I. Brown susține că ar fi fost scrisă în 85, iar Harris susține că ar fi fost scrisă între anii 80 și 85.
Conform The New Oxford Annotated Bible (2018) „În general, savanții sunt de acord că Evangheliile au fost scrise de la patruzeci până la șaizeci de ani după moartea lui Isus.”
Persoana istorică – personaj biblic din Noul Testament, unul din cei patru evangheliști, despre care sunt puține informații. În Noul Testament numele lui este întâlnit de două ori: în Coloseni 4:14, înscris pe lista colaboratorilor lui Pavel și pus în evidență cu apelativul „medicul drag” și în Filimon 1:24, în context identic: pe lista colaboratorilor. Cei mai mulți savanți moderni nu acceptă 2 Timotei drept autentic paulină, deci este nesigur din punct de vedere istoric că Luca era companion al lui Pavel (secretarul său). Mai mult, când savanții biblici vorbesc despre Luca drept secretar al lui Pavel, nici măcar nu e clar despre care Luca e vorba: Luca cel istoric, Luca paulin sau de presupusul autor al evangheliei.
Numele este, foarte probabil, o abreviere a lui Lucano. Conform tradiției creștine (redată și de istoricul Eusebiu din Cezareea: cf. Historia ecclesiastica, III,4,4-6), născut într-o familie păgână, în Antiohia Siriei, unde profesa medicina. Originea sa păgână este atestată indirect și de Pavel, care nu-l pune pe Luca printre cei care provin din circumcizie (cf. Coloseni 4:10-14). A devenit creștin, l-a însoțit pe Pavel în a doua călătorie misionară și la Ierusalim, în primăvara lui 58 (cf. Apostolilor 20:5-12; Apostolilor 21:1-18), unde a intrat de-îndată în legătură cu Iacob, probabil, și unde a mai întâlnit cel puțin una dintre acele femei pe care doar el le pomenește în evanghelie (cf. Luca 8:2-3; Luca 24:10). Tot acolo a mai întâlnit și așa zișii „miniștri/slujitorii ai cuvântului”, care au constituit unul dintre izvoarele evangheliei sale (cf. Luca 1:1). Nu în ultimul rând, Ierusalimul este locul unde a fost martor al arestării Apostolului, pe care apoi l-a însoțit la Roma, în prima „călătorie misionară” (prima temniță). Asupra acestei călătorii a lăsat un prețios „jurnal” al călătoriei furtunoase pe mare (cf. Apostolilor 27:1-28 și cap. 16).
Este alături de Paul în cea de-a doua captivitate la Roma (cca. 66-67), când toți ceilalți l-au părăsit pe apostol (cf. Timotei 4:9-11).
O antică tradiție răsăriteană îl face episcop de Tebe „a celor șapte porți”.
Sfântul Ieronim crede că ar fi scris în Boeția și Achaia.
Este considerată legendară informația conform căreia Petru și Pavel i-ar fi consacrat episcopi pe Marcu și pe Luca.
A trăit probabil 84 de ani. Nesigure însă sunt locul și felul morții. Ca loc e numită Boeția (cf. Nichifor Calixt, în Historia ecclesiastica, 2,43; iar anticele Prologuri ale lui Acaciu și Patras vorbesc de martiriu.
Este sărbătorit la 18 octombrie.
Scriitorul – Numele lui Luca este atribuit la două opere din Noul Testament, dar acest lucru este pus la îndoială de istoricii moderni, care susțin că nu putem ști cine este autorul acestei evanghelii. Despre Luca, tradiția antică – plecând de la jumătatea sec. al II-lea – afirmă, în mod unanim, că a fost medic și însoțitor al lui Pavel în călătoriile sale misionare.
Cu privire la profesia de medic a lui Luca n-au fost identificate urme specifice în interiorul operei lucane, deși – nu puțini autori – consideră că descrierile precise și, uneori, detaliate ale diferitor boli ar fi o urmă în acest sens.
Cât privește faptul că Luca ar fi fost însoțitorul lui Pavel, critica modernă este împărțită:
- unii acceptă informația ca fiind, istoric, credibilă, iar folosirea persoanei întâia plural în așa-zisele «secțiuni-noi» (cartea Faptele apostolilor de la cap. 16 până la sfârșit) semnalul prezenței autorului alături de Pavel, cel puțin, în anumite momente ale călătoriilor misionare;
- alții, evaluează negativ datele tradiției, considrându-le „infestate” de tendința apologetică din sec. al II-lea, tendință preocupată să numească personaje minore – ca Luca, de ex. – alături de figuri principale – ca Pavel. În plus, pun accentul pe faptul că Luca nu cunoaște Scrisorile lui Pavel și pare să nu fie bine informat asupra evenimentelor importante ale vieții lui Pavel (de ex. viziunea total diferită a celor doi asupra Conciliului din Ierusalim: Faptele Apostolilor cap. 15 // Galateni 2:1-10).
- acord unanim este în privința faptului că Luca a fost un personaj cult, familiarizat cu cele două culturi: elenă și iudaică, că a fost de origine păgână și că a trăit în aria paulină, în legătură cu Bisericile care l-au avut pe Pavel ca fondator și pentru care era o figură de importanță fundamentală, dată fiind marea importanță pe care i-o acordă Faptele Apostolilor.
De asemenea, acest anonim (autorul evangheliei) nu pare să cunoască epistolele pauline și se pare că nu l-a cunoscut pe apostolul Pavel.
Atât teologia evangheliei plus Faptele Apostolilor, cât și narațiunea istorică din ele sunt incompatibile cu scrisorile lui Pavel.

## Structura narativă și teologică
După un prolog istoric – Luca 1:1-4 –, „evanghelia copilăriei” (Luca 1:5-2:52) trasează un paralelism și o confruntare între două figuri: Ioan Botezătorul și Isus Christos, prin cele două relatări de „bunevestiri” (Luca 1:5-25 /  Luca 1:26-38); două nașteri și circumciziuni (Luca 1:57-66 /  Luca 2:1-21); două oracole profetice (Luca 1:69-79 /  Luca 2:22-39) și două note asupra copilăriei (Luca 1:80 /  Luca 2:40). 

Paralelismul și confruntarea continuă în prezentarea misterului și pregătirea ministerului (Luca 3:1-4:13) în care Ioan Botezătorul apare ca profet înainte-mergător (Luca 3:1-20) iar Isus este prezentat în calitatea sa de Fiu al lui Dumnezeu, Mesia consacrat și călăuzit de Duhul Sfânt (Luca 3:21-4:13). 

Ministerul lui Isus în mijlocul poporului alianței (Luca 4:14-9:50), inaugurat în mod programatic la Nazaret (Luca 4:16-30), poartă amprenta proclamării Veștii-Bune a Împărăției lui Dumnezeu (Luca 4:43;  Luca 7:22;  Luca 8:1) însoțită de victoria asupra puterilor răului (Luca 4:33-41), de semnele milostivirii (Luca 7:1-17) și ale iertării (Luca 7:36-50), de chemarea ucenicilor (Luca 5:1-11;  Luca 6:12-16), de instruirea acestora și a poporului (Luca 5:20-49) și de ruptura/separarea între credincioși-necredincioși, separare care se prefigurează deja (Luca 8:4-11). 

Schimbarea la față (Luca 9:28-36) cu prezicerea morții care va fi la Ierusalim, anticipă marea călătorie spre Orașul Sfânt, unde se vor plini evenimentele mântuirii. 

Secțiunea care urmează (Luca 9:51-19:28) este specifică sfântului Luca. 

Isus înfruntă decis călătoria care-l va duce la moarte, la înviere și la înălțarea la cer (Luca 9:51), totodată se intensifică controversa cu adversarii, plânsul lui Isus asupra Ierusalimului (Luca 13:31-35; Luca 19:11-27) și – mai ales – instruirea ucenicilor cu privire la exigențele vieții creștine: iubirea aproapelui (Luca 10:25-37); ascultarea Cuvântului (Luca 10:38-42); rugăciunea (Luca 11:1-13; Luca 18:1-9); condividerea bogățiilor și a bunurilor (Luca 12:13-30; Luca 12:51-53; Luca 14:25-33; Luca 16:1-31; Luca 18:18-30). 

La Ierusalim (Luca 19:29-24:53) Isus învață în Templu (Luca 19:29-21:38) confruntându-se cu șefii poporului (Luca 20:1-8;  Luca 1:20-47), face aluzie la refuzul final (Luca 20:9-19), care va deveni cauză de ruină pentru Orașul Sfânt (Luca 19:41-44;  Luca 21:20-24). 

Înfruntă apoi Pătimirea (Luca cap. 22; cap. 23), în care este prezentat / mai mult chiar, însuși se prezintă ca «Dreptul/Cel Drept» nedrept condamnat, care continuă să-i învețe pe ucenicii săi cu pilda propriei sale vieți. 

În aparițiile pascale (Luca 24:1-49) cel înviat îi instruiește pe ucenicii săi cu privire la împlinirea Scripturilor, realizată în moartea și învierea Sa (Luca 24:6; Luca 24:25-27) și care mai trebuie să se realizeze încă în misiunea universală a ucenicilor, a comunității de credință (Luca 24:44-47). 

Înălțarea le Cer (Luca 24:50-53) încheie definitiv «timpul» lui Isus, care – trupește – nu mai este printre ai săi.

## Teologia lui Luca
Luca este „catalogat” ca fiind «teologul istoriei mântuirii». Într-adevăr, dincolo de sublimarea fiecărei teme teologice în parte, evanghelia și Faptele Apostolilor au ca scop „redesemnarea” istoriei mântuirii, călăuzită continuu de inițiativa și de planul divin.

Luca îi reinterpretează fazele prin schema: «promisiune-împlinirea».

Israelul este destinatarul promisiunilor divine. Figurile care se mișcă în evanghelia copilăriei (Luca cap. 1; cap. 2): Zaharia, Simeon și Ana, Maria și – mai ales – profetul și precursorul Ioan Botezătorul (și chiar al lui Paul, în Fap.) reprezintă speranța lui Israel în împlinirea făgăduințelor divine. Întreaga Scriptură (fie luată global, fie luată în texte particulare) este înțeleasă de Luca drept profeție ce tinde la realizarea mântuirii mesianice. Această promisiune se împlinește în primul rând în Iisus, în ministerul său profetic (Luca 4:18-21) și, mai ales, în moartea și învierea lui (Luca 24:25-27; Luca 24:44-46). 

«Timpul lui Iisus», cuprins între Botez și înălțarea la cer (Apostolilor 1:22), este așadar «astăzi» al mântuirii (Luca 2:11;  Luca 4:21;  Luca 5:26;  Luca 19:5;  Luca 23:43), mântuire ce devine posibilă prin prezența sa personală. Dar făgăduința profetică privește și oferta universală de mântuire (Luca 3:6; Luca 24:48). Odată cu Înălțarea la cer a lui Isus, iată, deschizându-se «timpul bisericii», în care, prin forța Duhului Sfânt, făgăduința ajunge la plinire în vestirea dusă de martori până „la marginile pământului” (Apostolilor 1:18) și oferită – mai întâi iudeilor, apoi păgânilor (Apostolilor 3:26; Apostolilor 13:46). 

Dumnezeu, așadar, este fidel făgăduinței sale de mântuire făcută lui Israel. O împlinește în Hristos Iisus și, prin lucrarea martorilor, o oferă păgânilor.

## Comunitatea lui Luca
Luca adresează opera sa Bisericii compuse în majoritate din creștini proveniți din păgânism, probabil, dintre „temătorii de Dumnezeu”, care erau deja apropiați de iudaism. 

Cufundate în istorie, angajate în misiune, aceste Biserici suferă o criză de identitate: cum se pot simți parte din istoria mântuirii, ele care nu provin din Israel, căruia Dumnezeu îi făcuse promisiunile sale? 

Rescriind istoria mântuirii, Luca le asigură: Dumnezeu cel credincios (fidel) a realizat în Hristos Iisus făgăduințele mântuirii și în folosul acestei comunități; pentru toți oamenii. 

## Problemele de credibilitate istorică ale evangheliei
Descrierea recensământului lui Quirinius (Luca 2:1-5) a fost considerată implauzibilă de către istorici. Nu există nicio mărturie despre cetățeni siliți să călătorească distanțe considerabile pentru a fi înregistrați și nu este ușor de înțeles de ce ar fi fost justificată bulversarea produsă de recensământ. Încercări ale apologeților creștini de a reconcilia Evanghelia după Luca altor surse au fost descrise de John P. Meier, cercetător al Noului Testament, drept „extrem de forțate”.
În mod asemănător Faptelor Apostolilor, Evanghelia după Luca pare să comită erori privind perioadele (lista din  Luca 3:1 menționează drept contemporane mai multe domnii care nu s-au suprapus, idem ditto pentru doi Mari Preoți), geografia (Luca s-a luat după Marcu în a plasa Gherghesul la Marea Galileii în  Luca 8:26. O traducere alternativă ar fi „ținutul Gherghesenilor” ca fiind la Marea Galileii. Niciuna dintre ele nu este corectă, Gherghesul fiind la peste 48 km de Galileea, care este de fapt un lac cu apă dulce, fiind separat de Galileea de către teritoriile altor orașe. Traducerile ulterioare ale Evangheliei după Luca au urmat Evanghelia după Matei, schimbând Gherghesul cu Gadara.) și titlurile corecte pentru conducători cum ar fi Pilat.
Din cauza cunoașterii precare a geografiei Palestinei, este improbabil că vreunul din evangheliști ar fi vizitat vreodată Palestina.

## Ecranizări
Filmul Iisus din 1979 prezintă fidel viața lui Iisus Hristos așa cum apare în Evanghelia după Luca. Este regizat de Peter Sykes, John Krisch și John Heyman (ultimul nemenționat), cu Brian Deacon în rolul lui Iisus. 